# A hulladékgazdálkodás rendjének megsértése
A hulladékgazdálkodás rendjének megsértése a környezet és a természet elleni bűncselekmények csoportjába tartozik. Ezeket a bűncselekményeket a Btk. különös része tartalmazza. (Korábban a hulladékgazdálkodás rendjének megsértése a közegészség elleni bűncselekmények csoportjába tartozott. Ezeket a bűncselekményeket a Btk. különös része tartalmazza, azon belül a közrend elleni bűncselekmények csoportjába tartoztak.)

## Magyar szabályozás
Aki

a) nyilvántartásba vétel vagy bejelentés nélkül, illetve engedély nélkül vagy az engedély kereteit túllépve végez hulladékgazdálkodási tevékenységet, vagy 

b) hulladékkal más jogellenes tevékenységet végez és az alkalmas az emberi élet, testi épség, egészség, a föld, a víz, a levegő vagy azok összetevői, illetve élő szervezet egyedének veszélyeztetésére 

bűntett miatt három évig terjedő szabadságvesztéssel büntetendő.
Aki arra a célra hatóság által nem engedélyezett helyen 

a) az emberi élet, testi épség, egészség, a föld, a víz, a levegő vagy azok összetevői, illetve élő szervezet egyedének veszélyeztetésére alkalmas vagy 

b) jelentős mennyiségű 

hulladékot elhelyez, bűntett miatt három évig terjedő szabadságvesztéssel büntetendő.
A büntetés egy évtől öt évig terjedő szabadságvesztés, ha az (1) vagy a (2) bekezdésben meghatározott bűncselekményt 

a) veszélyes hulladékra,

b) különösen jelentős mennyiségű hulladékra, vagy

c) különös visszaesőként
követik el.
A büntetés 2 évtől 8 évig terjedő szabadságvesztés, ha a (3) bekezdés a) pontjában meghatározott bűncselekmény a (3) bekezdés b) pontja szerint is minősül. 
Aki a bűncselekményt gondatlanságból követi el, vétség miatt 

a) az (1) és (2) bekezdésben meghatározott esetben 1 évig,

b) a (3) bekezdésben meghatározott esetben 2 évig,

c) a (4) bekezdésben meghatározott esetben 3 évig 

terjedő szabadságvesztéssel büntetendő. 
E § alkalmazásában 

a) különös visszaesés szempontjából hasonló jellegű bűncselekmény a környezetkárosítás és a természetkárosítás; 

b) hulladékgazdálkodási tevékenység a hulladékról szóló törvény szerinti hulladékgazdálkodás azzal, hogy a szállítás fogalmába bele kell érteni az országba történő behozatalt, onnan történő kivitelt, valamint az azon történő átszállítást; 

c) jelentős mennyiségű hulladék az 1000 kg-ot vagy a 10 köbmétert meghaladó mennyiségű hulladék;

d) különösen jelentős mennyiségű hulladék a jelentős mennyiségű hulladék tízszerese. 

## A bűncselekmény alanya
A törvény szerint a bűncselekmény alanya az (1) bekezdés a) pontja esetén, valamint a b) pont második fordulata és az ezekhez kapcsolódó minősített eset vonatkozásában bárki, az (1) bekezdés b) pontjának első fordulata esetén, valamint az ehhez kapcsolódó minősített eset vonatkozásában, aki nem rendelkezik engedéllyel, vagy rendelkezik, de az engedély kereteit túllépi.

## Elkövetési tárgy
A törvény szerint az elkövetési tárgy a tényállás alapeseténél a hulladék. Hulladék a Hgt.-ben ezen a néven meghatározott dolog, vagyis hulladék bármely, a törvény 1. számú melléklete szerinti kategóriák valamelyikébe tartozó tárgy vagy anyag, amelytől birtokosa megválik, megválni szándékozik, vagy megválni köteles.
A minősített eset elkövetési tárgya a veszélyes hulladék. Veszélyes hulladék szintén a Hgt.-ben ezen a néven meghatározott dolog, vagyis veszélyes hulladék a törvény 2. számú mellékletében felsorolt tulajdonságok közül eggyel vagy többel rendelkező, illetve ilyen anyagokat vagy összetevőket tartalmazó, eredete, összetétele, koncentrációja miatt az egészségre, a környezetre kockázatot jelentő hulladék. Ilyenek a gyúlékony, mérgező, fertőző stb. hulladékok.
A radioaktív hulladék nem eleme a tényállásnak, az azzal kapcsolatos jogellenes magatartásokat a Btk. 264. §-a, a visszaélés radioaktív anyaggal tényállása tartalmazza.

## Elkövetési magatartás
A tényállás egyik elkövetési magatartása az arra a célra hatóság által nem engedélyezett helyen történő hulladék elhelyezés.
A tényállás másik elkövetési magatartása az engedély nélküli, vagy az engedély kereteit túllépő hulladékkezelési tevékenység végzése.

## Kapcsolódó jogszabályok

### Európai Unió
- Az Európai Unió hulladékkezeléssel kapcsolatos joganyagának összefoglalója (angol, német, francia stb.).
- A hulladékszállításról szóló 2006. június 14-i 1013/2006/EK európai parlamenti és tanácsi rendelet

### Magyarország
- A környezet védelmének általános szabályairól szóló 1995. évi LIII. törvény;
- A természet védelméről szóló 1996. évi LIII. törvény;
- A szabálysértésekről szóló 1999. évi LXIX. törvény, 148. §;
- A hulladékgazdálkodásról szóló 2000. évi XLIII. törvény (Hgt.) 3. § b), l), m), o), q) pont, 14. § (1) és (2) bekezdés, 32. § (6) bekezdés és 41. § (1) bekezdés;
- Az országos településrendezési és építési követelményekről szóló 253/1997. (XII. 20.) Korm. rendelet (OTÉK);
- A veszélyes hulladékkal kapcsolatos tevékenységek végzésének feltételeiről szóló 98/2001. (VI. 15.) Korm. rendelet;
- A települési hulladékkal kapcsolatos tevékenységek végzésének feltételeiről szóló 213/2001. (XI. 14.) Korm. rendelet;
- A hulladékgazdálkodási bírság mértékéről, valamint kiszabásának és megállapításának módjáról szóló 271/2001. (XII. 21.) Korm. rendelet;
- A települési szilárd hulladék kezelésére szolgáló egyes létesítmények kialakításának és üzemeltetésének részletes műszaki szabályairól szóló 5/2002. (X. 29.) KvVM rendelet[halott link].